# Shahin Charmi

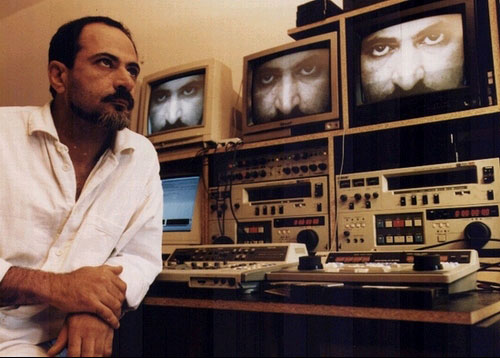
Shahin Charmi (Foto 1995)

Shahin Charmi (* 17. September 1953 im heutigen Iran) ist ein Medienkünstler. Er lebt in Kiel.

## Biographie

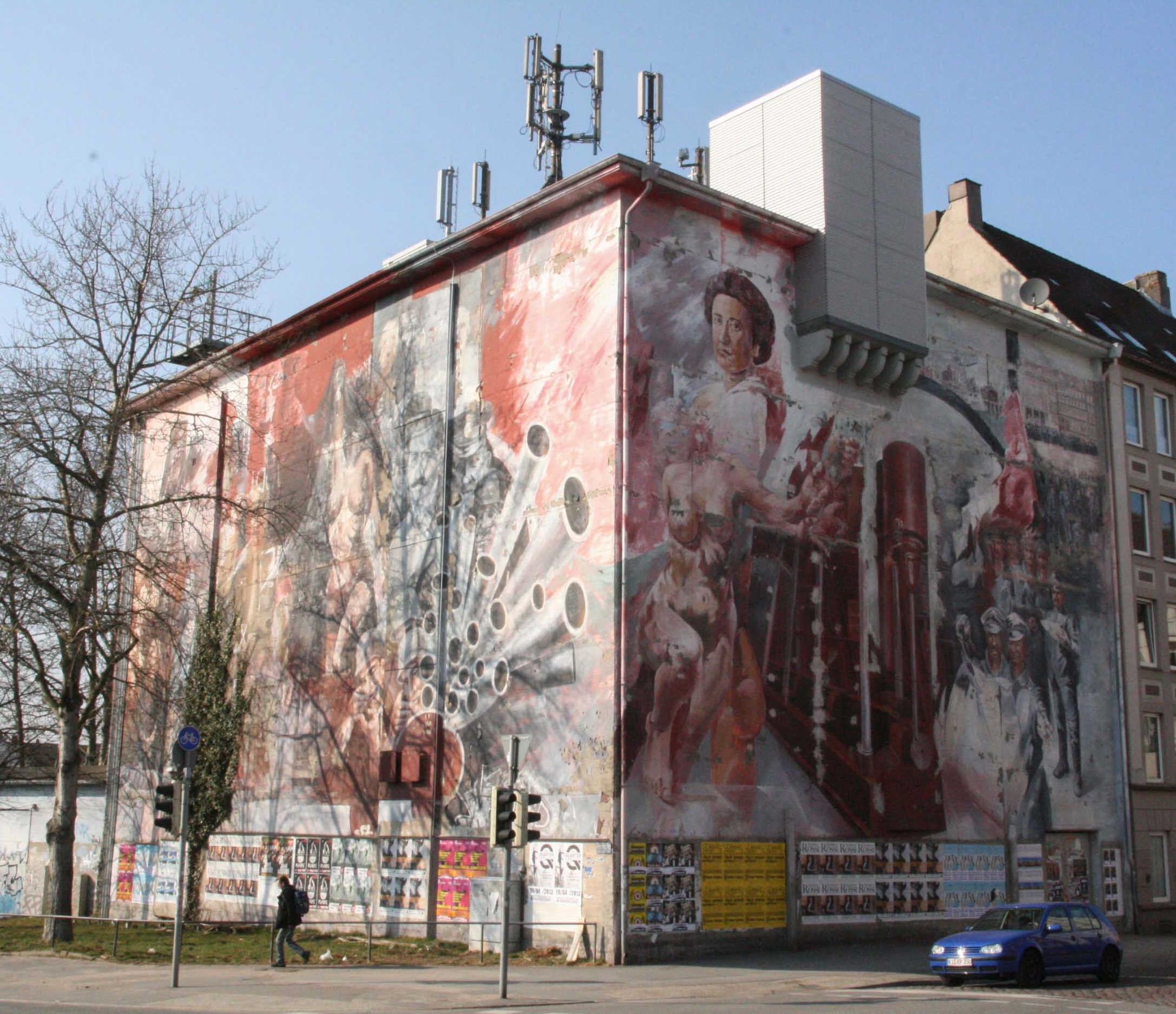
Iltisbunker mit dem Revolutionsgemälde (Foto 2013)

Shahin Charmi wurde 1953 im Iran geboren. Von 1980 bis 1985 studierte er an der Muthesius Kunsthochschule Kiel Fachbereich Freie Kunst, Malerei. Er arbeitet als Maler, Medien- und Aktionskünstler in Deutschland, Österreich und Iran.
1987 bis 1989 leitete er das Projekt „Gestaltung der öffentlichen Fassaden“. In diesem Projekt realisierte er das Werk „Revolution und Krieg“ an der Fassade des Iltisbunkers in Kiel.
1990 erhielt Charmi den ersten Preis des internationalen Computerkunst-Wettbewerbs „Goldener Plotter“, Museum Gladbeck. 1992 absolvierte er eine zweijährige pädagogische Ausbildung am Waldorflehrer-Seminar in Kiel und unterrichtete neben seiner künstlerischen Aktivität bisweilen Kunst an den Freien Waldorfschulen Kiel und Linz. Von 2008 bis 2011 realisierte er Bühnenbilder für drei Theaterstücke der iranischen Regisseurin Pari Saberi.
Charmis Arbeiten sind in diversen regionalen, landesweiten und internationalen Festivals und Ausstellungen wie zum Beispiel in der Retrospektive „40 Jahre BBK Schleswig-Holstein“, Videonale Bonn, Zentrum für Kunst und Medientechnologie Karlsruhe, Montreal Museum of Fine Arts in Kanada und Museum of Contemporary Art in Teheran, Iran präsentiert worden.

## Auszeichnungen
- 1990: 1. Preisträger des Wettbewerbes „Goldener Plotter 1990“ des Museums Gladbeck. In der Begründung hieß es unter anderem: „Sowohl die grafische Serie von Printergrafien mit dem Titel ‚Auflösung‘ als auch das gleichnamige Animations-Video werden als eigenständige und dem jeweiligen elektronischen Medium adäquate Umsetzung eines vielschichtigen Themas bewertet......Die sequentielle Auflösung eines realistischen in ein abstraktes Bild zeigt Parallelen zur Entwicklung der modernen Kunst (Renaissance bis Anfang 20. Jh.), realisiert dies mit den Mitteln der zeitgenössischen, elektronischen Kunst.“[1]

## Werk
| - 1985 Artpark Kiel - 1987 Städtisches Museum, Flensburg - 1987 Kunsthalle zu Kiel - 1988 Videonale Bonn - 1989 Musee D’Art Contemporain de Montreal/Canada - 1989 Akademie der bildenden Künste/Institut für Gegenwartskunst, Wien/Österreich - 1990 Museum Gladbeck - 1991 Schleswig-Holsteinisches Landesmuseum - 1991 Zentrum für Kunst und Medientechnologie, Karlsruhe - 1993 Städtische Galerie, Kiel - 1996 Schleswig-Holstein Tage, „Schleswig-Holstein auf dem Weg in die Informationsgesellschaft“, Rendsburg - 1987 „vikuma“, das visuelle Kulturmagazin, Internetpräsentation - 1998 „Millennium“, Internet als künstlerisches Medium - 1999 Schleswig-Holsteinisches Landesmuseum - 2000 Museum Gladbeck - 2003 „Ordnung“ Installation, Stadtwerkstatt Linz. „Street-TV“ Projektleitung, in Zusammenarbeit mit Stadtwerkstatt Linz - 2004 „Kunstkanal“ (Plattform für Medienkunst) | - Kunsthalle zu Kiel - Museum Flensburg - Wandmalerei - Iltisbunker, Kiel - Museum Gladbeck - Stadtgalerie Kiel - Kultusministerium Kiel |